# Miochette
Der Miochette ist ein kleiner Fluss in Frankreich, der im Département Deux-Sèvres in der Region Nouvelle-Aquitaine verläuft. Er entspringt im westlichen Gemeindegebiet von Allonne, entwässert generell Richtung Südwest und mündet nach rund 15 Kilometern an der Gemeindegrenze von Xaintray und Béceleuf als rechter Nebenfluss in die Autise.

## Orte am Fluss
(Reihenfolge in Fließrichtung)
- Le Bordes, Gemeinde Allonne
- La Frémaudière, Gemeinde Allonne
- Chérouse, Gemeinde Le Retail
- Pamplie
- La Clopinière, Gemeinde Pamplie
- La Rainerie, Gemeinde Xaintray
- Le Courtiou, Gemeinde Fenioux
- La Courtière, Gemeinde Fenioux
- La Vergne, Gemeinde Béceleuf